# Élections présidentielles sous la Cinquième République dans les Pyrénées-Orientales
Depuis l'adoption de la Constitution de la Cinquième République française en 1958, dix élections présidentielles ont eu lieu afin d'élire le président de la République. Cette page présente les résultats de ces élections dans les Pyrénées-Orientales.

## Synthèse des résultats du second tour
Jusqu'en 1988 les Pyrénées-Orientales votent plus à gauche que la France. En 1974 le département place ainsi en tête François Mitterrand devant Valéry Giscard d'Estaing. À partir de 1988, les électeurs votent dans la tendance nationale. En 2017, Emmanuel Macron obtient plus de 13 points de moins qu'au niveau national, Marine Le Pen approchant de la barre des 50 %. En 2022, le département place en tête Marine Le Pen avec plus de 56% alors qu'Emmanuel Macron est élu au niveau national .
| 2022 | Emmanuel Macron (43,67 %) (France : 58,55 %) | Marine Le Pen (56,33 %) (France : 41,45 %) | 73,89 % (France : 71,99 %) | 6,90 % (France : 6,23 %) |

| 2017 | Emmanuel Macron (52,84 %) (France : 66,10 %) | Marine Le Pen (47,16 %) (France : 33,90 %) | 75,07 % (France : 77,77 %) | 2,05 % (France : 2,47 %) |

| 2012 | François Hollande (50,59 %) (France : 51,64 %) | Nicolas Sarkozy (49,41 %) (France : 48,36 %) | 81,8 % (France : 80,35 %) | 1,9 % (France : 5,82 %) |

| 2007 | Nicolas Sarkozy (55,7 %) (France : 53,06 %) | Ségolène Royal (44,3 %) (France : 46,94 %) | 85,01 % (France : 83,97 %) | 1,39 % (France : 4,20 %) |

| 2002 | Jacques Chirac (74,88 %) (France : 82,21 %) | J.-M. Le Pen (25,12 %) (France : 17,79 %) | 72,87 % (France : 79,71 %) | 3,32 % (France : 3,38 %) |

| 1995 | Jacques Chirac (51,77 %) (France : 52,64 %) | Lionel Jospin (48,23 %) (France : 47,36 %) | 79,47 % (France : 78,38 %) | 2,56 % (France : 2,81 %) |

| 1988 | François Mitterrand (52,62 %) (France : 54,02 %) | Jacques Chirac (47,38 %) (France : 45,98 % %) | 80,3 % (France : 81,35 %) | 1,87 % (France : 2,00 %) |

| 1981 | François Mitterrand (56,3 %) (France : 51,76 %) | Valéry Giscard d'Estaing (43,7 %) (France : 48,24 %) | 77,76 % (France : 81,09 %) | 1,82 % (France : 1,62 %) |

| 1974 | Valéry Giscard d'Estaing (43,35 %) (France : 50,81 %) | François Mitterrand (56,65 %) (France : 49,19 %) | 81,35 % (France : 84,23 %) | 1,04 % (France : 0,92 %) |

| 1969 | Georges Pompidou (52,56 %) (France : 58,21 %) | Alain Poher (47,44 %) (France : 41,79 %) | 73,48 % (France : 77,59 %) | 1,32 % (France : 1,29 %) |

| 1965 | Charles de Gaulle (42,48 %) (France : 55,20 %) | François Mitterrand (57,52 %) (France : 44,80 %) | 80,79 % (France : 84,75 %) | 1,27 % (France : 1,01 %) |

|  | ▲ |

## Résultats détaillés par scrutin

### 2022
Arrivé en tête du premier tour, le président sortant Emmanuel Macron (27,85 %) affronte Marine Le Pen (23,15 %), un duel identique à celui du scrutin de 2017. C'est la deuxième fois qu'un second tour opposant les mêmes candidats à deux scrutins présidentiels consécutifs a lieu après ceux où se sont affrontés Valéry Giscard d'Estaing et François Mitterrand en 1974 et 1981.
En troisième position avec 21,95 % des voix, Jean-Luc Mélenchon réalise le score le plus élevé de ses trois candidatures et arrive largement en tête de la gauche, mais échoue à accéder au second tour, avec environ 400 000 voix de moins que Marine Le Pen.
Une nouvelle fois, les partis politiques traditionnels sont absents du second tour, dans des proportions encore plus importantes que lors de la précédente élection. Le Parti socialiste et Les Républicains, représentés respectivement par Anne Hidalgo et Valérie Pécresse, s'effondrent avec des scores historiquement faibles et n'atteignent pas le seuil des 5 %, condition permettant d'être remboursé des frais de campagne.
Pour la première fois, les candidatures classées à l'extrême droite dépassent le seuil de 30 % des suffrages exprimés au premier tour tandis que les sondages d'opinion laissent annoncer un duel serré face au président sortant, la possibilité d'une victoire pour Marine Le Pen étant pour la première fois envisagée par ceux-ci.
Le second tour voit Emmanuel Macron l'emporter par 58,55 % des suffrages exprimés, permettant ainsi au président sortant d'entamer un second mandat. Le septennat ayant été aboli en 2000, il devient ainsi le premier président de la République française à être réélu pour un deuxième quinquennat, le deuxième président de la Cinquième République réélu hors période de cohabitation et le quatrième président de la Cinquième République réélu.
Dans les Pyrénées-Orientales, Marine Le Pen arrive en tête du premier tour avec 32,74% des exprimés, suivie de Emmanuel Macron (20,54%), Jean-Luc Mélenchon (19,20%) et Éric Zemmour (9,23%). Au second tour, les électeurs ont voté à 56,33% pour Marine Le Pen contre 43,77% pour Emmanuel Macron avec un taux de participation de 73,89% des inscrits.
| Candidats                | Candidats                | Partis                   | Premier tour | Premier tour | Second tour | Second tour |
| Candidats                | Candidats                | Partis                   | Voix         | %            | Voix        | %           |
| ------------------------ | ------------------------ | ------------------------ | ------------ | ------------ | ----------- | ----------- |
|                          | Marine Le Pen            | RN                       | 87 930       | 32,74        | 136 610     | 56,33       |
|                          | Emmanuel Macron          | LREM                     | 55 169       | 20,54        | 105 893     | 43,67       |
|                          | Jean-Luc Mélenchon       | LFI                      | 51 556       | 19,20        |             |             |
|                          | Éric Zemmour             | REC                      | 24 782       | 9,23         |             |             |
|                          | Jean Lassalle            | RES                      | 11 690       | 4,35         |             |             |
|                          | Valérie Pécresse         | LR                       | 8 815        | 3,28         |             |             |
|                          | Yannick Jadot            | EELV                     | 8 588        | 3,20         |             |             |
|                          | Fabien Roussel           | PCF                      | 6 509        | 2,42         |             |             |
|                          | Nicolas Dupont-Aignan    | DLF                      | 5 209        | 1,94         |             |             |
|                          | Anne Hidalgo             | PS                       | 5 013        | 1,87         |             |             |
|                          | Philippe Poutou          | NPA                      | 1 995        | 0,74         |             |             |
|                          | Nathalie Arthaud         | LO                       | 1 312        | 0,49         |             |             |
|                          |                          |                          |              |              |             |             |
| Votes valides            | Votes valides            | Votes valides            | 268 568      | 97,88        | 242 503     | 90,63       |
| Votes blancs             | Votes blancs             | Votes blancs             | 3 528        | 1,29         | 16 986      | 6,35        |
| Votes nuls               | Votes nuls               | Votes nuls               | 2 276        | 0,83         | 8 077       | 3,02        |
| Total                    | Total                    | Total                    | 274 372      | 100          | 267 566     | 100         |
| Abstention               | Abstention               | Abstention               | 87 704       | 24,22        | 94 558      | 26,11       |
| Inscrits / participation | Inscrits / participation | Inscrits / participation | 362 076      | 75,78        | 362 124     | 73,89       |

### 2017
Le premier tour de l'élection présidentielle de 2017 voit s'affronter onze candidats. Emmanuel Macron arrive en tête devant Marine Le Pen et tous deux se qualifient pour le second tour. Néanmoins, avec François Fillon et Jean-Luc Mélenchon, les scores des quatre candidats ayant recueilli le plus de voix sont serrés (4,43 points entre le 1er et le 4e). Pour la première fois, aucun des candidats des deux partis politiques pourvoyeurs jusque-là des présidents de la Ve République, n'est présent au second tour. Celui-ci se tient le dimanche 7 mai et se solde par la victoire d'Emmanuel Macron, avec un total de 20 753 798 bulletins de vote en sa faveur, soit 66,10 % des suffrages exprimés, face à la candidate du Front national, qui recueille 33,90 %. Le scrutin est néanmoins marqué par une forte abstention et par un record de votes blancs ou nuls.
Dans les Pyrénées-Orientales, Marine Le Pen arrive en tête du premier tour avec 30,05 % des exprimés, suivie de Jean-Luc Mélenchon (21,14 %), Emmanuel Macron (18,46 %), François Fillon (17,19 %) et Benoît Hamon (5,04 %). Au second tour, les électeurs ont voté à 52,84 % pour Emmanuel Macron contre 47,16 % pour Marine Le Pen avec un taux de participation de 75,07 % des inscrits.
|             | FN          | Marine Le Pen         | 80 169  | 30,05 %    | 105 874 | 47,16 %    |  |  |
|             | LFi         | Jean-Luc Mélenchon    | 56 392  | 21,14 %    |         |            |  |  |
|             | EM          | Emmanuel Macron       | 49 245  | 18,46 %    | 118 644 | 52,84 %    |  |  |
|             | LR          | François Fillon       | 45 865  | 17,19 %    |         |            |  |  |
|             | PS          | Benoît Hamon          | 13 455  | 5,04 %     |         |            |  |  |
|             | DlF         | Nicolas Dupont-Aignan | 9 741   | 3,65 %     |         |            |  |  |
|             | RES         | Jean Lassalle         | 4 634   | 1,74 %     |         |            |  |  |
|             | NPA         | Philippe Poutou       | 3 053   | 1,14 %     |         |            |  |  |
|             | UPR         | François Asselineau   | 2 303   | 0,86 %     |         |            |  |  |
|             | LO          | Nathalie Arthaud      | 1 477   | 0,55 %     |         |            |  |  |
|             | SeP         | Jacques Cheminade     | 453     | 0,17 %     |         |            |  |  |
|             |             |                       |         |            |         |            |  |  |
|             |             |                       | Nombre  | % inscrits | Nombre  | % inscrits |  |  |
| Inscrits    | Inscrits    | Inscrits              | 347 914 |            | 347 864 |            |  |  |
| Abstentions | Abstentions | Abstentions           | 73 984  | 21,27 %    | 86 711  | 24,93 %    |  |  |
| Votants     | Votants     | Votants               | 273 930 | 78,73 %    | 261 153 | 75,07 %    |  |  |
|             |             |                       |         |            |         |            |  |  |
|             |             |                       |         | % votants  |         | % votants  |  |  |
| Blancs      | Blancs      | Blancs                | 4 563   | 1,31 %     | 23 579  | 6,78 %     |  |  |
| Nuls        | Nuls        | Nuls                  | 2 580   | 0,74 %     | 13 056  | 3,75 %     |  |  |
| Exprimés    | Exprimés    | Exprimés              | 266 787 | 76,68 %    | 224 518 | 64,54 %    |  |  |

### 2012
Hollande, désigné par le PS à la suite d'une primaire ouverte, devance Sarkozy dès le premier tour de l'élection présidentielle de 2012 : c'est la première fois qu'un président sortant est ainsi devancé. Au second tour, Sarkozy est battu mais par un écart plus faible qu'attendu.
Dans les Pyrénées-Orientales, François Hollande arrive en tête du premier tour avec 25,96 % des exprimés, suivi de Nicolas Sarkozy (25,31 %), Marine Le Pen (24,23 %), Jean-Luc Mélenchon (12,77 %) et François Bayrou (6,29 %). Au second tour, les électeurs ont voté à 50,59 % pour François Hollande contre 49,41 % pour Nicolas Sarkozy avec un taux de participation de 82,2 % des inscrits.
|                | PS             | François Hollande     | 68 593  | 25,96 %    | 127 625 | 50,59 %    |  |  |
|                | UMP            | Nicolas Sarkozy       | 66 870  | 25,31 %    | 124 668 | 49,41 %    |  |  |
|                | FN             | Marine Le Pen         | 64 007  | 24,23 %    |         |            |  |  |
|                | FG             | Jean-Luc Mélenchon    | 33 739  | 12,77 %    |         |            |  |  |
|                | MoDem          | François Bayrou       | 16 608  | 6,29 %     |         |            |  |  |
|                | EELV           | Éva Joly              | 5 564   | 2,11 %     |         |            |  |  |
|                | DLF            | Nicolas Dupont-Aignan | 3 652   | 1,38 %     |         |            |  |  |
|                | NPA            | Philippe Poutou       | 3 265   | 1,24 %     |         |            |  |  |
|                | LO             | Nathalie Arthaud      | 1 305   | 0,49 %     |         |            |  |  |
|                | S&P            | Jacques Cheminade     | 591     | 0,22 %     |         |            |  |  |
|                |                |                       |         |            |         |            |  |  |
|                |                |                       | Nombre  | % inscrits | Nombre  | % inscrits |  |  |
| Inscrits       | Inscrits       | Inscrits              | 329 243 |            | 329 293 |            |  |  |
| Abstentions    | Abstentions    | Abstentions           | 59 937  | 18,2 %     | 58 614  | 17,8 %     |  |  |
| Votants        | Votants        | Votants               | 269 306 | 81,8 %     | 270 679 | 82,2 %     |  |  |
|                |                |                       |         |            |         |            |  |  |
|                |                |                       |         | % votants  |         | % votants  |  |  |
| Blancs ou nuls | Blancs ou nuls | Blancs ou nuls        | 5 112   | 1,9 %      | 18 386  | 6,79 %     |  |  |
| Exprimés       | Exprimés       | Exprimés              | 264 194 | 98,1 %     | 252 293 | 98,1 %     |  |  |

### 2007
Au premier tour de l'élection présidentielle de 2007, Sarkozy réussit à capter une partie des voix de Le Pen et arrive largement en tête. Royal est la première femme qualifiée pour le second tour d'une élection présidentielle. Elle est battue avec une avance de 6 points.
Dans les Pyrénées-Orientales, Nicolas Sarkozy arrive en tête du premier tour avec 32,2 % des exprimés, suivi de Ségolène Royal (24,82 %), Jean-Marie Le Pen (14,21 %), François Bayrou (14,21 %) et Olivier Besancenot (4,23 %). Au second tour, les électeurs ont voté à 55,7 % pour Nicolas Sarkozy contre 44,3 % pour Ségolène Royal avec un taux de participation de 85,13 % des inscrits.
|                | UMP            | Nicolas Sarkozy      | 84 952  | 32,2 %     | 143 043 | 55,7 %     |  |  |
|                | PS             | Ségolène Royal       | 65 486  | 24,82 %    | 113 784 | 44,3 %     |  |  |
|                | FN             | Jean-Marie Le Pen    | 37 494  | 14,21 %    |         |            |  |  |
|                | UDF            | François Bayrou      | 37 485  | 14,21 %    |         |            |  |  |
|                | LCR            | Olivier Besancenot   | 11 149  | 4,23 %     |         |            |  |  |
|                | GPA            | Marie-George Buffet  | 6 917   | 2,62 %     |         |            |  |  |
|                | MPF            | Philippe de Villiers | 4 888   | 1,85 %     |         |            |  |  |
|                | SE             | José Bové            | 4 187   | 1,59 %     |         |            |  |  |
|                | Les Verts      | Dominique Voynet     | 3 374   | 1,28 %     |         |            |  |  |
|                | CPNT           | Frédéric Nihous      | 3 340   | 1,27 %     |         |            |  |  |
|                | LO             | Arlette Laguiller    | 3 014   | 1,14 %     |         |            |  |  |
|                | CNRSP          | Gérard Schivardi     | 1 576   | 0,6 %      |         |            |  |  |
|                |                |                      |         |            |         |            |  |  |
|                |                |                      | Nombre  | % inscrits | Nombre  | % inscrits |  |  |
| Inscrits       | Inscrits       | Inscrits             | 314 769 |            | 314 805 |            |  |  |
| Abstentions    | Abstentions    | Abstentions          | 47 178  | 14,99 %    | 46 817  | 14,87 %    |  |  |
| Votants        | Votants        | Votants              | 267 591 | 85,01 %    | 267 988 | 85,13 %    |  |  |
|                |                |                      |         |            |         |            |  |  |
|                |                |                      |         | % votants  |         | % votants  |  |  |
| Blancs ou nuls | Blancs ou nuls | Blancs ou nuls       | 3 729   | 1,39 %     | 11 161  | 4,16 %     |  |  |
| Exprimés       | Exprimés       | Exprimés             | 263 862 | 98,61 %    | 256 827 | 95,84 %    |  |  |

### 2002
Après cinq années de cohabitation, un duel est attendu entre Chirac et le Premier ministre Jospin lors de l'élection présidentielle de 2002, mais, à la surprise générale, ce dernier est devancé par Le Pen au premier tour. Au second tour, Chirac bénéficie du ralliement de la gauche et reçoit un score sans précédent. Il s'agit de la première élection pour un mandat de cinq ans et non plus sept.
Dans les Pyrénées-Orientales, Jean-Marie  Le Pen arrive en tête du premier tour avec 20,94 % des exprimés, suivi de Jacques  Chirac (16,97 %), Lionel  Jospin (16,63 %), François Bayrou (6,13 %) et Jean  Saint-Josse (5,82 %). Au second tour, les électeurs ont voté à 74,88 % pour Jacques  Chirac contre 25,12 % pour Jean-Marie  Le Pen avec un taux de participation de 80,62 % des inscrits.
|                | FN             | Jean-Marie Le Pen       | 42 196  | 20,94 %    | 53 876  | 25,12 %    |  |  |
|                | RPR            | Jacques Chirac          | 34 199  | 16,97 %    | 160 563 | 74,88 %    |  |  |
|                | PS             | Lionel Jospin           | 33 498  | 16,63 %    |         |            |  |  |
|                | UDF            | François Bayrou         | 12 355  | 6,13 %     |         |            |  |  |
|                | CPNT           | Jean Saint-Josse        | 11 735  | 5,82 %     |         |            |  |  |
|                | LO             | Arlette Laguiller       | 10 567  | 5,24 %     |         |            |  |  |
|                | MC             | Jean-Pierre Chevènement | 10 406  | 5,16 %     |         |            |  |  |
|                | PC             | Robert Hue              | 9 701   | 4,82 %     |         |            |  |  |
|                | Les Verts      | Noël Mamère             | 8 825   | 4,38 %     |         |            |  |  |
|                | LCR            | Olivier Besancenot      | 8 573   | 4,26 %     |         |            |  |  |
|                | DL             | Alain Madelin           | 6 414   | 3,18 %     |         |            |  |  |
|                | MNR            | Bruno Mégret            | 4 854   | 2,41 %     |         |            |  |  |
|                | PRG            | Christiane Taubira      | 3 191   | 1,58 %     |         |            |  |  |
|                | Cap21          | Corinne Lepage          | 2 650   | 1,32 %     |         |            |  |  |
|                | FRS            | Christine Boutin        | 1 467   | 0,73 %     |         |            |  |  |
|                | PT             | Daniel Gluckstein       | 842     | 0,42 %     |         |            |  |  |
|                |                |                         |         |            |         |            |  |  |
|                |                |                         | Nombre  | % inscrits | Nombre  | % inscrits |  |  |
| Inscrits       | Inscrits       | Inscrits                | 285 980 |            | 285 942 |            |  |  |
| Abstentions    | Abstentions    | Abstentions             | 77 583  | 27,13 %    | 55 406  | 19,38 %    |  |  |
| Votants        | Votants        | Votants                 | 208 397 | 72,87 %    | 230 536 | 80,62 %    |  |  |
|                |                |                         |         |            |         |            |  |  |
|                |                |                         |         | % votants  |         | % votants  |  |  |
| Blancs ou nuls | Blancs ou nuls | Blancs ou nuls          | 6 924   | 3,32 %     | 16 097  | 6,98 %     |  |  |
| Exprimés       | Exprimés       | Exprimés                | 201 473 | 96,68 %    | 214 439 | 93,02 %    |  |  |

### 1995
Après une nouvelle cohabitation et alors que la droite est particulièrement divisée entre Chirac et le Premier ministre Balladur, Jospin réussit à arriver en tête au premier tour de l'élection présidentielle de 1995, malgré la très lourde défaite de la gauche aux législatives de 1993. Au second tour, il est battu par Chirac.
Dans les Pyrénées-Orientales, Lionel Jospin arrive en tête du premier tour avec 23,03 % des exprimés, suivi de Jean-Marie Le Pen (19,45 %), Jacques Chirac (19,01 %), Édouard Balladur (15,71 %) et Robert Hue (10,64 %). Au second tour, les électeurs ont voté à 51,77 % pour Jacques Chirac contre 48,23 % pour Lionel Jospin avec un taux de participation de 81,3 % des inscrits.
|                | PS             | Lionel Jospin        | 47 587  | 23,03 %    | 97 557  | 48,23 %    |  |  |
|                | FN             | Jean-Marie Le Pen    | 40 187  | 19,45 %    |         |            |  |  |
|                | RPR            | Jacques Chirac       | 39 282  | 19,01 %    | 104 700 | 51,77 %    |  |  |
|                | RPR            | Édouard Balladur     | 32 454  | 15,71 %    |         |            |  |  |
|                | PC             | Robert Hue           | 21 987  | 10,64 %    |         |            |  |  |
|                | LO             | Arlette Laguiller    | 10 084  | 4,88 %     |         |            |  |  |
|                | MPF            | Philippe de Villiers | 9 000   | 4,36 %     |         |            |  |  |
|                | Les Verts      | Dominique Voynet     | 5 600   | 2,71 %     |         |            |  |  |
|                | S&P            | Jacques Cheminade    | 453     | 0,22 %     |         |            |  |  |
|                |                |                      |         |            |         |            |  |  |
|                |                |                      | Nombre  | % inscrits | Nombre  | % inscrits |  |  |
| Inscrits       | Inscrits       | Inscrits             | 266 855 |            | 266 821 |            |  |  |
| Abstentions    | Abstentions    | Abstentions          | 54 786  | 20,53 %    | 49 895  | 18,7 %     |  |  |
| Votants        | Votants        | Votants              | 212 069 | 79,47 %    | 216 926 | 81,3 %     |  |  |
|                |                |                      |         |            |         |            |  |  |
|                |                |                      |         | % votants  |         | % votants  |  |  |
| Blancs ou nuls | Blancs ou nuls | Blancs ou nuls       | 5 435   | 2,56 %     | 14 669  | 6,76 %     |  |  |
| Exprimés       | Exprimés       | Exprimés             | 206 634 | 97,44 %    | 202 257 | 93,24 %    |  |  |

### 1988
Après deux ans de cohabitation, Mitterrand affronte le Premier ministre Chirac lors de l'élection présidentielle de 1988. Le Pen obtient au premier tour un score jusque-là sans précédent pour un parti d'extrême droite. Au second tour, Mitterrand est facilement réélu.
Dans les Pyrénées-Orientales, François Mitterrand arrive en tête du premier tour avec 31,41 % des exprimés, suivi de Jean-Marie Le Pen (20,52 %), Jacques Chirac (17,81 %), Raymond Barre (13,39 %) et André Lajoinie (9,39 %). Au second tour, les électeurs ont voté à 52,62 % pour François Mitterrand contre 47,38 % pour Jacques Chirac avec un taux de participation de 84,14 % des inscrits.
|                | PS                    | François Mitterrand | 62 341  | 31,41 %    | 107 359 | 52,62 %    |  |  |
|                | FN                    | Jean-Marie Le Pen   | 40 738  | 20,52 %    |         |            |  |  |
|                | RPR                   | Jacques Chirac      | 35 354  | 17,81 %    | 96 675  | 47,38 %    |  |  |
|                | SE                    | Raymond Barre       | 26 584  | 13,39 %    |         |            |  |  |
|                | PC                    | André Lajoinie      | 18 637  | 9,39 %     |         |            |  |  |
|                | Les Verts             | Antoine Waechter    | 6 329   | 3,19 %     |         |            |  |  |
|                | Communiste rénovateur | Pierre Juquin       | 4 816   | 2,43 %     |         |            |  |  |
|                | LO                    | Arlette Laguiller   | 3 111   | 1,57 %     |         |            |  |  |
|                | MPT                   | Pierre Boussel      | 591     | 0,3 %      |         |            |  |  |
|                |                       |                     |         |            |         |            |  |  |
|                |                       |                     | Nombre  | % inscrits | Nombre  | % inscrits |  |  |
| Inscrits       | Inscrits              | Inscrits            | 251 898 |            | 251 842 |            |  |  |
| Abstentions    | Abstentions           | Abstentions         | 49 624  | 19,7 %     | 39 950  | 15,86 %    |  |  |
| Votants        | Votants               | Votants             | 202 274 | 80,3 %     | 211 892 | 84,14 %    |  |  |
|                |                       |                     |         |            |         |            |  |  |
|                |                       |                     |         | % votants  |         | % votants  |  |  |
| Blancs ou nuls | Blancs ou nuls        | Blancs ou nuls      | 3 773   | 1,87 %     | 7 858   | 3,71 %     |  |  |
| Exprimés       | Exprimés              | Exprimés            | 198 501 | 98,13 %    | 204 034 | 96,29 %    |  |  |

### 1981
Lors de l'élection présidentielle de 1981, Giscard d'Estaing arrive en tête au premier tour et affronte, comme la fois précédente, Mitterrand. Pour la première fois, un président sortant est battu : Mitterrand devient le premier président de gauche de la Ve République.
Dans les Pyrénées-Orientales, Valéry Giscard d'Estaing arrive en tête du premier tour avec 26,52 % des exprimés, suivi de François Mitterrand (25,59 %), Georges Marchais (20,88 %), Jacques Chirac (15,37 %) et Brice Lalonde (3,72 %). Au second tour, les électeurs ont voté à 56,65 % pour François Mitterrand contre 43,7 % pour Valéry Giscard d'Estaing avec un taux de participation de 84,54 % des inscrits.
|                | UDF            | Valéry Giscard d'Estaing | 45 533  | 26,52 %    | 80 654  | 43,7 %     |  |  |
|                | PS             | François Mitterrand      | 43 937  | 25,59 %    | 103 927 | 56,3 %     |  |  |
|                | PC             | Georges Marchais         | 35 850  | 20,88 %    |         |            |  |  |
|                | RPR            | Jacques Chirac           | 26 397  | 15,37 %    |         |            |  |  |
|                | MEP            | Brice Lalonde            | 6 394   | 3,72 %     |         |            |  |  |
|                | MRG            | Michel Crépeau           | 3 815   | 2,22 %     |         |            |  |  |
|                | LO             | Arlette Laguiller        | 3 746   | 2,18 %     |         |            |  |  |
|                | Divers droite  | Michel Debré             | 2 325   | 1,35 %     |         |            |  |  |
|                | Divers droite  | Marie-France Garaud      | 2 181   | 1,27 %     |         |            |  |  |
|                | PSU            | Huguette Bouchardeau     | 1 532   | 0,89 %     |         |            |  |  |
|                |                |                          |         |            |         |            |  |  |
|                |                |                          | Nombre  | % inscrits | Nombre  | % inscrits |  |  |
| Inscrits       | Inscrits       | Inscrits                 | 224 924 |            | 224 876 |            |  |  |
| Abstentions    | Abstentions    | Abstentions              | 50 033  | 22,24 %    | 34 769  | 15,46 %    |  |  |
| Votants        | Votants        | Votants                  | 174 891 | 77,76 %    | 190 107 | 84,54 %    |  |  |
|                |                |                          |         |            |         |            |  |  |
|                |                |                          |         | % votants  |         | % votants  |  |  |
| Blancs ou nuls | Blancs ou nuls | Blancs ou nuls           | 3 181   | 1,82 %     | 5 526   | 2,91 %     |  |  |
| Exprimés       | Exprimés       | Exprimés                 | 171 710 | 98,18 %    | 184 581 | 97,09 %    |  |  |

### 1974
L'élection présidentielle de 1974 est une élection anticipée à la suite de la mort de Pompidou. Mitterrand, candidat unique de la gauche, est largement en tête au premier tour devant Giscard d'Estaing, qui distance lui-même Chaban-Delmas. Au terme d'une campagne animée, marquée par un débat télévisé tendu, Giscard d'Estaing l'emporte avec une très courte avance.
Dans les Pyrénées-Orientales, François Mitterrand arrive en tête du premier tour avec 51,3 % des exprimés, suivi de Valéry Giscard d'Estaing (28,7 %), Jacques Chaban-Delmas (12,69 %), Jean Royer (1,83 %) et Arlette Laguiller (1,69 %). Au second tour, les électeurs ont voté à 56,65 % pour François Mitterrand contre 43,35 % pour Valéry Giscard d'Estaing avec un taux de participation de 85,97 % des inscrits.
|                | PS             | François Mitterrand      | 75 485  | 51,3 %     | 87 664  | 56,65 %    |  |  |
|                | RI             | Valéry Giscard d'Estaing | 42 226  | 28,7 %     | 67 082  | 43,35 %    |  |  |
|                | UDR            | Jacques Chaban-Delmas    | 18 678  | 12,69 %    |         |            |  |  |
|                | SE             | Jean Royer               | 2 698   | 1,83 %     |         |            |  |  |
|                | LO             | Arlette Laguiller        | 2 488   | 1,69 %     |         |            |  |  |
|                | FN             | Jean-Marie Le Pen        | 1 935   | 1,32 %     |         |            |  |  |
|                | SE, écologiste | René Dumont              | 1 550   | 1,05 %     |         |            |  |  |
|                | FCR            | Alain Krivine            | 717     | 0,49 %     |         |            |  |  |
|                | MDSF           | Émile Muller             | 640     | 0,43 %     |         |            |  |  |
|                | NAR            | Bertrand Renouvin        | 283     | 0,19 %     |         |            |  |  |
|                | FE             | Guy Héraud               | 233     | 0,16 %     |         |            |  |  |
|                |                |                          |         |            |         |            |  |  |
|                |                |                          | Nombre  | % inscrits | Nombre  | % inscrits |  |  |
| Inscrits       | Inscrits       | Inscrits                 | 182 776 |            | 182 654 |            |  |  |
| Abstentions    | Abstentions    | Abstentions              | 34 089  | 18,65 %    | 25 629  | 14,03 %    |  |  |
| Votants        | Votants        | Votants                  | 148 687 | 81,35 %    | 157 025 | 85,97 %    |  |  |
|                |                |                          |         |            |         |            |  |  |
|                |                |                          |         | % votants  |         | % votants  |  |  |
| Blancs ou nuls | Blancs ou nuls | Blancs ou nuls           | 1 552   | 1,04 %     | 2 279   | 1,45 %     |  |  |
| Exprimés       | Exprimés       | Exprimés                 | 147 135 | 98,96 %    | 154 746 | 98,55 %    |  |  |

### 1969
L'élection présidentielle de 1969 est une élection anticipée à la suite de la démission de De Gaulle. La gauche se lance désunie dans la course et, bien que Duclos (PCF) manque de le devancer, c'est le président par intérim Poher qui accède au second tour face à l'ex-Premier ministre Pompidou. Alors que Duclos refuse d'appeler à voter au second tour pour « bonnet blanc ou blanc bonnet », Pompidou est finalement largement élu.
Dans les Pyrénées-Orientales, Georges Pompidou arrive en tête du premier tour avec 38,52 % des exprimés, suivi de Jacques Duclos (28,32 %), Alain Poher (23,5 %), Gaston Defferre (4,37 %) et Michel Rocard (3,04 %). Au second tour, les électeurs ont voté à 52,56 % pour Georges Pompidou contre 47,44 % pour Alain Poher avec un taux de participation de 67,62 % des inscrits.
|                | UDR            | Georges Pompidou | 47 453  | 38,52 %    | 55 543  | 52,56 %    |  |  |
|                | PC             | Jacques Duclos   | 34 887  | 28,32 %    |         |            |  |  |
|                | CD             | Alain Poher      | 28 951  | 23,5 %     | 50 136  | 47,44 %    |  |  |
|                | SFIO           | Gaston Defferre  | 5 379   | 4,37 %     |         |            |  |  |
|                | PSU            | Michel Rocard    | 3 744   | 3,04 %     |         |            |  |  |
|                | SE             | Louis Ducatel    | 1 411   | 1,15 %     |         |            |  |  |
|                | LC             | Alain Krivine    | 1 369   | 1,11 %     |         |            |  |  |
|                |                |                  |         |            |         |            |  |  |
|                |                |                  | Nombre  | % inscrits | Nombre  | % inscrits |  |  |
| Inscrits       | Inscrits       | Inscrits         | 169 909 |            | 169 936 |            |  |  |
| Abstentions    | Abstentions    | Abstentions      | 45 067  | 26,52 %    | 55 025  | 32,38 %    |  |  |
| Votants        | Votants        | Votants          | 124 842 | 73,48 %    | 114 911 | 67,62 %    |  |  |
|                |                |                  |         |            |         |            |  |  |
|                |                |                  |         | % votants  |         | % votants  |  |  |
| Blancs ou nuls | Blancs ou nuls | Blancs ou nuls   | 1 648   | 1,32 %     | 9 232   | 8,03 %     |  |  |
| Exprimés       | Exprimés       | Exprimés         | 123 194 | 98,68 %    | 105 679 | 91,97 %    |  |  |

### 1965
L'élection présidentielle de 1965 est la première élection au suffrage universel direct à la suite du référendum d'octobre 1962. De Gaulle est mis en ballottage, à la surprise générale, par Mitterrand, candidat unique de la gauche. La campagne du second tour est axée sur l'Europe et les relations internationales ainsi que sur l'armement nucléaire. De Gaulle est finalement réélu avec une large avance.
Dans les Pyrénées-Orientales, François Mitterrand arrive en tête du premier tour avec 40,8 % des exprimés, suivi de Charles de Gaulle (34,76 %), Jean Lecanuet (11,84 %), Jean-Louis Tixier-Vignancour (10,36 %) et Pierre Marcilhacy (1,37 %). Au second tour, les électeurs ont voté à 57,52 % pour François Mitterrand contre 42,48 % pour Charles de Gaulle avec un taux de participation de 81,78 % des inscrits.
|                | CIR            | François Mitterrand          | 53 010  | 40,8 %     | 74 355  | 57,52 %    |  |  |
|                | UNR            | Charles de Gaulle            | 45 163  | 34,76 %    | 54 914  | 42,48 %    |  |  |
|                | MRP            | Jean Lecanuet                | 15 379  | 11,84 %    |         |            |  |  |
|                | SE             | Jean-Louis Tixier-Vignancour | 13 456  | 10,36 %    |         |            |  |  |
|                | PLE            | Pierre Marcilhacy            | 1 778   | 1,37 %     |         |            |  |  |
|                | SE             | Marcel Barbu                 | 1 128   | 0,87 %     |         |            |  |  |
|                |                |                              |         |            |         |            |  |  |
|                |                |                              | Nombre  | % inscrits | Nombre  | % inscrits |  |  |
| Inscrits       | Inscrits       | Inscrits                     | 162 867 |            | 162 797 |            |  |  |
| Abstentions    | Abstentions    | Abstentions                  | 31 288  | 19,21 %    | 29 664  | 18,22 %    |  |  |
| Votants        | Votants        | Votants                      | 131 579 | 80,79 %    | 133 133 | 81,78 %    |  |  |
|                |                |                              |         |            |         |            |  |  |
|                |                |                              |         | % votants  |         | % votants  |  |  |
| Blancs ou nuls | Blancs ou nuls | Blancs ou nuls               | 1 665   | 1,27 %     | 3 864   | 2,9 %      |  |  |
| Exprimés       | Exprimés       | Exprimés                     | 129 914 | 98,73 %    | 129 269 | 97,1 %     |  |  |